# Gran Premio di Monaco di Formula 3

Il Circuito di Monaco

Il Gran Premio di Monaco di Formula 3 fu una gara motoristica, riservata a vetture di Formula 3, che si tenne dal 1964 al 1997, poi nel  2005, a supporto di quello di Formula 1.

## La storia

### La F. Junior
Il Gran Premio di Formula 1 a Monaco  ha avuto spesso delle gare di contorno, corse con vetture di formule minori.
La prima di queste gare fu disputata nel 1950 dalle vetture della categoria britannica denominata Formula 3 e fu vinta da Stirling Moss, ma fu solo a partire dal 1959 che la gara ha cominciato a essere disputata con regolarità con le vetture di Formula Junior.

### Il ritorno della F3
A livello internazionale la Formula Junior fu rimpiazzata dalla nuova Formula 3 a partire dal 1964 e anche al Gran Premio di Monaco la gara di contorno fu disputata dalla nuova categoria. La gara monegasca non faceva parte di alcun campionato, ad eccezione della stagione 1975 come gara inaugurale del neocostituito campionato europeo, ma attraeva molti piloti che disputavano i vari campionati europei di Formula 3, perché svolgeva un ruolo di vetrina per i giovani piloti di fronte ai manager delle squadre di Formula 1 presenti sul circuito per il proprio Gran Premio.
Dopo la fine del Campionato Europeo di Formula 3, la gara è stata, assieme al Masters di Formula 3, uno dei due appuntamenti internazionali di confronto tra i diversi piloti europei.

### L'arrivo della F3000 e il ritorno nel 2005
Dopo il 1997 le F3 sono state sostituite da una gara del campionato internazionale di Formula 3000, fino al 2004. Le F3 tornarono ancora una volta nel 2005 come gara del campionato Formula 3 Euro Series, ma fu solo un episodio che non si ripeté dato che questo campionato di norma accompagna le gare del DTM. In quella occasione si corsero due gare, come consuetudine della Euro Series, vinte entrambe da Lewis Hamilton.
A partire dal 2005 la gara di contorno del GP di Formula 1 è stata disputata dalle World Series by Renault.

## Albo d'Oro
Nota: Il fondo rosa denota le gare della formula Junior.
| Anno       | Vincitore             | Gestore/Team                    | Vettura- Motore           | Resoconto     |
| ---------- | --------------------- | ------------------------------- | ------------------------- | ------------- |
| 1950       | Stirling Moss         | Stirling Moss                   | Cooper T11- JAP           | Resoconto     |
| 1959       | Michael May           | Michael May                     | Stanguellini Junior- Fiat | Resoconto     |
| 1960       | Henry Taylor          | Ken Tyrrell                     | Cooper T52- BMC           | Resoconto     |
| 1961       | Peter Arundell        | Team Lotus                      | Lotus 20- Ford            | Resoconto     |
| 1962       | Peter Arundell        | Team Lotus                      | Lotus 22-Ford             | Resoconto     |
| 1963       | Richard Attwood       | Midland Racing Partnership      | Lola Mk5A-\| Ford         | Resoconto     |
| 1964       | Jackie Stewart        | Tyrrell                         | Cooper T72- BMC           | Resoconto     |
| 1965       | Peter Revson          | Ron Harris Racing Division      | Lotus 35- Ford            | Resoconto     |
| 1966       | Jean-Pierre Beltoise  | Matra Sports                    | Matra MS5-Ford            | Resoconto     |
| 1967       | Henri Pescarolo       | Matra Sports                    | Matra MS6-Ford            | Resoconto     |
| 1968       | Jean-Pierre Jaussaud  | Ecurie Arnold                   | Tecno 68- Ford            | Resoconto     |
| 1969       | Ronnie Peterson       | Squadra Robardie                | Tecno 69-Ford             | Resoconto     |
| 1970       | Tony Trimmer          | Race Cars International         | Brabham BT28-\| Ford      | Resoconto     |
| 1971       | David Walker          | Gold Leaf Team Lotus            | Lotus 69-Ford             | Resoconto     |
| 1972       | Patrick Depailler     | Societé des Automobiles Alpine  | Alpine A364-Renault       | Resoconto     |
| 1973       | Jacques Laffite       | BP France                       | Martini MK12-Ford         | Resoconto     |
| 1974       | Tom Pryce             | Ippokampos Racing               | March 743-Ford            | Resoconto     |
| 1975       | Renzo Zorzi           | Scuderia Mirabella Mille Miglia | GRD 374-Lancia            | Resoconto     |
| 1976       | Bruno Giacomelli      | March Racing                    | March 763-Toyota          | Resoconto     |
| 1977       | Didier Pironi         | Ecurie Elf                      | Martini MK21-Toyota       | Resoconto     |
| 1978       | Elio De Angelis       | Racing Team Everest             | Chevron B38-Toyota        | Resoconto     |
| 1979       | Alain Prost           | Ecurie Elf                      | Martini MK27-Renault      | Resoconto     |
| 1980       | Mauro Baldi           | Automobiles Martini             | Martini MK31-Toyota       | Resoconto     |
| 1981       | Alain Ferté           | BP Racing                       | Martini MK34-Alfa Romeo   | Resoconto     |
| 1982       | Alain Ferté           | Total                           | Martini MK37-Alfa Romeo   | Resoconto     |
| 1983       | Michel Ferté          | Oreca                           | Martini MK39-Alfa Romeo   | Resoconto     |
| 1984       | Ivan Capelli          | Enzo Coloni Racing              | Martini MK42-Alfa Romeo   | Resoconto     |
| 1985       | Pierre-Henri Raphanel | Oreca                           | Martini MK45-Alfa Romeo   | Resoconto     |
| 1986       | Yannick Dalmas        | Oreca                           | Martini MK49-Volkswagen   | Resoconto     |
| 1987       | Didier Artzet         | Monaco Sponsoring               | Ralt RT31-Volkswagen      | Resoconto     |
| 1988       | Enrico Bertaggia      | Forti Corse                     | Dallara F388- Alfa Romeo  | Resoconto     |
| 1989       | Antonio Tamburini     | Prema Racing                    | Reynard 893-Alfa Romeo    | Resoconto     |
| 1990       | Laurent Aïello        | Oreca                           | Dallara F390-Volkswagen   | Resoconto     |
| 1991       | Jörg Müller           | Bongers Motorsport              | Reynard 913-Volkswagen    | Resoconto     |
| 1992       | Marco Werner          | G+M Escom Motorsport            | Ralt RT36-Opel            | Resoconto     |
| 1993       | Gianantonio Pacchioni | Tatuus                          | Dallara F393-Fiat         | Resoconto     |
| 1994       | Giancarlo Fisichella  | RC Motorsport                   | Dallara F394-Opel         | Resoconto     |
| 1995       | Gianantonio Pacchioni | Prema Powerteam                 | Dallara F395-Fiat         | Resoconto     |
| 1996       | Marcel Tiemann        | Opel Team BSR                   | Dallara F396-Opel         | Resoconto     |
| 1997       | Nick Heidfeld         | Opel Team BSR                   | Dallara F397-Opel         | Resoconto     |
| 1998- 2004 | Non disputata         | Non disputata                   | Non disputata             | Non disputata |
| 2005       | Lewis Hamilton        | ASM Formule 3                   | Dallara F305-Mercedes     | Resoconto     |
| 2005       | Lewis Hamilton        | ASM Formule 3                   | Dallara F305-Mercedes     | Resoconto     |